# Michel Hazanavicius
Michel Hazanavicius (Paris, 29 de março de 1967) é um cineasta e roteirista francês.
Iniciou sua carreira na TV no Canal Plus em 1988, onde dirigiu comerciais. Em 1993 escreve e dirige seu primeiro telefilme, La Classe américaine. Ganha notoriedade com os filmes de espionagem e comédia OSS 117:Cairo, Nest of Spies, de 2006 e sua sequência, OSS 117 : Rio ne répond plus, de 2009.
Escreveu e dirigiu O Artista de 2011, um filme mudo e em preto e branco, em que participaram sua esposa Bérénice Bejo e Jean Dujardin, com quem havia trabalhado em OSS. Esse filme ganhou o oscar de melhor filme em 2012 e Hazanavicius, com ele, foi premiado com o prêmio de melhor diretor

## Filmografia

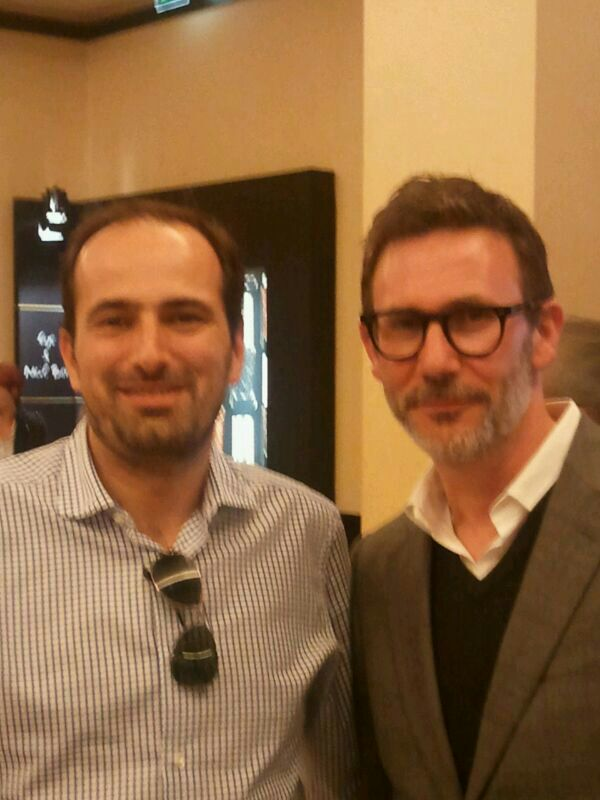
Michel Hazanavicius e o escritor espanhol Diego Moldes, Cannes, 19 de maio de 2013

### Director

#### Cinéma
- 1999 – Mes amis
- 2006 – OSS 117: Le Caire, nid d'espions
- 2009 – OSS 117 : Rio ne répond plus
- 2011 – The Artist
- 2012 – Infidèles (segmento La Bonne Conscience)
- 2024 – La Plus Précieuse des marchandises

#### Televisão
- 1992 – Derrick contre Superman (televisão)
- 1992 – Ça détourne (televisão)
- 1993 – La Classe américaine (ou Le Grand détournement) (televisão)
- 1994 – C'est pas le 20 heures (série TV)
- 1996 – Les Films qui sortent le lendemain dans les salles de cinéma (série TV)
- 1997 – Échec au capital (curta-metragem)

### Roteirista

#### Cinema
- 1996 – Delphine 1, Yvan 0
- 1998 – Le Clone
- 1999 – Mes amis
- 2004 – Les Dalton
- 2009 – OSS 117 : Rio ne répond plus
- 2011 – The Artist
- 2024 – La Plus Précieuse des marchandises (junto com Jean-Claude Grumberg)

#### Televisão
- 1992 – Ça détourne (televisão)
- 1993 – Le Grand détournement (La Classe américaine)

### Produtor
- 2004 – Tuez-les tous ! Rwanda, histoire d'un génocide sans importance (documentaire)

### Actor
- 1994 – La Cité de la peur: Régis
- 1996 – Delphine 1, Yvan 0: Regis
- 1996 – Didier: Fabrice

### Montador
- 2011 – The Artist